# FLASH BEST
『FLASH BEST』（フラッシュ・ベスト）は、2009年8月26日に発売されたcapsuleの12枚目のアルバムで、初のベスト・アルバムである。2004年以降に発表された楽曲とその新録バージョンなどが収録されており、全てがリマスタリングされている。当初2009年8月5日に発売される予定だったが、後に同年8月26日に発売されることになった。また、capsule初のベストアルバムとなった。

## ミュージック・ビデオ
「ポータブル空港」、「space station No.9」、「空飛ぶ都市計画」はスタジオジブリが制作。

### FLASH BACK (Extended-Live mix)
短縮版が2009年8月7日にYouTubeのヤマハミュージックコミュニケーションズチャンネルで公開された。

## タイアップ
- 日本テレビ系列番組「密室謎解きバラエティー 脱出ゲームDERO!」エンディングテーマ（#5）
- テレビ東京系列neo sportsオープニングテーマ（#6）
- ハウス食品「おうちで食べよう」シリーズCMソング（#7）
- 花王エッセンシャルCMソング（#8）

## パッケージ
- 初回盤：CD+DVD
- 通常盤：CD

初回盤（品番：YCCC-10014/B）と通常盤（品番：YCCC-10015）の2形態で発売された。初回盤には新録の「FLASH BACK (Extended-Live mix)」を含む全7曲のミュージック・ビデオが収録されたDVDが付き、豪華パッケージ仕様になっている。

## プロモーション
「FLASH BACK (Extended-Live mix)」、「JUMPER (Live mix)」がcapsule公式Myspaceで先行公開された。

## 楽曲について
1.jelly (rmx ver.)
『capsule rmx』収録版とは違い、最後の15秒間（32拍分）は、緩やかにピッチが下がっていく。
4.FLASH BACK (Extended-Live mix)
ミュージックビデオで使用された音源と比較すると、最後の部分が約3秒カットされ、ノンストップで次の『Starry Sky』へ繋がっている。
6.FRUITS CLiPPER
『FRUITS CLiPPER』収録版の最後の部分のギターのピッチが上がっていく箇所は、本作収録版ではギターの音色がフェードアウトするものに変更されている。

## 収録曲
全作詞・作編曲：中田ヤスタカ
| #         | タイトル                            | 作詞  | 作曲・編曲 | 時間 |
| --------- | ----------------------------------- | ----- | ---------- | ---- |
| 1.        | 「jelly (rmx ver.)」                |       |            | 5:16 |
| 2.        | 「JUMPER (Live mix)」               |       |            | 6:53 |
| 3.        | 「グライダー (rmx ver./Live edit)」 |       |            | 6:52 |
| 4.        | 「FLASH BACK (Extended-Live mix)」  |       |            | 6:07 |
| 5.        | 「Starry Sky」                      |       |            | 5:36 |
| 6.        | 「FRUITS CLiPPER」                  |       |            | 4:09 |
| 7.        | 「レトロメモリー」                  |       |            | 3:21 |
| 8.        | 「more more more」                  |       |            | 4:11 |
| 9.        | 「dreamin dreamin」                 |       |            | 4:37 |
| 10.       | 「Eternity」                        |       |            | 4:05 |
| 11.       | 「I’m Feeling You」                 |       |            | 5:03 |
| 12.       | 「空飛ぶ都市計画」                  |       |            | 5:08 |
| 13.       | 「人類の進歩と調和」                |       |            | 3:54 |
| 14.       | 「Sugarless GiRL」                  |       |            | 4:09 |
| 合計時間: | 合計時間:                           | 69:21 |            |      |

| #  | タイトル                           | 作詞 | 作曲・編曲 | 監督         |
| -- | ---------------------------------- | ---- | ---------- | ------------ |
| 1. | 「FLASH BACK (Extended-Live mix)」 |      |            | 宇川直宏     |
| 2. | 「JUMPER」                         |      |            | 竹石渉       |
| 3. | 「Sugarless GiRL」                 |      |            | 中田ヤスタカ |
| 4. | 「グライダー」                     |      |            | 中田ヤスタカ |
| 5. | 「ポータブル空港」                 |      |            | 百瀬ヨシユキ |
| 6. | 「space station No.9」             |      |            | 百瀬ヨシユキ |
| 7. | 「空飛ぶ都市計画」                 |      |            | 百瀬ヨシユキ |